# Rufino Sagredo Arnáiz
Rufino Sagredo Arnáiz (Villalmóndar, provincia de Burgos, España; 16 de septiembre de 1899 - Granada; 29 de diciembre de 1991) fue un religioso de los Hermanos de La Salle, botánico, explorador y profesor de Ciencias Naturales español.

## Biografía
El Hermano Rufino nació en Villalmóndar, provincia de Burgos, España, el 16 de septiembre de 1899. Entró a formar parte de los Hermanos de La Salle. Licenciado en Filosofía y Letras, dio clases en Córdoba y en Canarias, donde profundiza en la mineralogía y la botánica de forma autodidacta, hasta que vino a Almería en septiembre de 1956 donde ejerció como profesor de Ciencias Naturales en el Colegio de La Salle de Almería. Su gran pasión fue la botánica, llegando a ser un profundo conocedor de la flora almeriense. Realizó aportes al herbario del Instituto de Aclimatación (ahora Estación Experimental de Zonas Áridas del CSIC), creado por los hermanos Jerónimo Coste y Mauricio, de especímenes recogidos por toda la provincia en más de 1.300 excursiones. Rufino Sagredo continuó la labor del hermano Jerónimo, fallecido un año antes, a instancias del Fundador y entonces Director del Instituto de Aclimatación, el ingeniero agrónomo don Manuel Mendizábal, pasando a ser el responsable de su sección botánica. Actualmente están expuestos en el Museo de Ciencias Naturales de La Salle en Almería muchos de los materiales recogidos por el Padre Rufino, como fósiles, minerales o más de 18.000 fichas de herbolario.
Falleció en Granada el 29 de diciembre de 1991. Cinco años después sus restos fueron trasladados a Almería.

## Honores

### Eponimia
El botánico granadino Gabriel Blanca le dedicó una especie natural de Sierra Nevada (se la puede encontrar por el Puerto de La Ragua): Centaurea sagredoi.
En mayo de 2007 se nombra el jardín botánico de la ciudad de Vera, Almería.

## Obra

### Publicada
- “El Zigofilo, planta ruso-asiática que se extiende por España con la ayuda del ferrocarril”, publicado en los Archivos del Instituto de Aclimatación, Volumen X: 33-41, Consejo Superior de Investigaciones Científicas, (1961)
- “Contribución al conocimiento de la flora almeriense”, en Anales del Instituto Botánico A.J. Cavanilles, tomo 32 (vol. 2): 309-321 (1975)
- “Corología de los Espermatofitos endémicos de la flora almeriense”, coautor con don Hermelindo Castro Nogueira. Paralelo 37, n.º 4, pp. 37-50, 1980, ISSN 0210-3796
- “Atlas básico de la flora almeriense”, varios autores (Equipo de Ciencias Naturales “Los Filabres”). Cuadernos n.º 1 Dep. Legal AL-307-1980; n.º 2 D.L. AL-146-1981, ISBN 84-300-4853-7; n.º 3 D.L. AL-90-1982, ISBN 84-300-7090-7; n.º 4 D.L. AL-149-1982, ISBN 84-300-7429-5; n.º 5 D.L. AL-81-1983, ISBN 84-300-9222-6
- “Flora de Almería: plantas vasculares de la provincia”, Ed. Instituto de Estudios Almerienses, Excma. Diputación Provincial de Almería, Almería, 1987, XXIII, 552, Dep. Legal GR-599-1987, ISBN 84-404-0397-6

### En Internet
- Flora de Almería: plantas vasculares de la provincia
- Almería Medio Ambiente (Almediam) Equipo Filabres (Edición digital 2006 ampliada de los Cuadernos del Atlas básico de la flora almeriense (1980-1983)
- Flores del Sureste (enlace roto disponible en Internet Archive; véase el historial, la primera versión y la última).
- “Contribución al conocimiento de la Flora Almeriense” En Anal. Inst. Bot. Cavanilles 32 (2): 309-321 (1975). Trabajo dedicado en homenaje al Profesor Salvador Rivas Goday en su 70 aniversario.

- La abreviatura «Sagredo» se emplea para indicar a Rufino Sagredo Arnáiz como autoridad en la descripción y clasificación científica de los vegetales.[3]